# 光陽 (企業)
株式会社光陽（こうよう）は、愛知県豊川市に本社を置く、食品製造会社である。

## 概要
主としてゼリー菓子の製造を行なっていたが、1992年にテーブルマーク（旧称・加ト吉）と資本提携を結んだ後は同社ブランドで販売される冷凍うどんの製造を主として行なっている。

## 沿革
- 1921年 - 豊橋市にてゼリー製造・販売を行なう「鈴木商店」として創業。
- 1923年 - 「丸二商店」に商号変更。
- 1947年 - 旧・丸二商店の工場が戦災で焼失したため、この年改めて「光陽製菓」として再出発。
- 1948年 - 株式会社に組織変更（この時をもって設立年としている）
- 1951年 - 豊橋市立花町に工場新設。
- 1967年 - 宝飯郡一宮町（現在の豊川市）に工場を新設し移転、旧工場は本社機能のみを残す。
- 1992年 - 加ト吉（当時）と資本提携を結び、冷凍うどんの製造を開始[1]。
- 1998年 - 冷凍麺等の生産事業が生産比重の9割を占めるまでになったことを踏まえ、社名を現在の「光陽」に変更[2]。
- 2010年 - テーブルマーク株式会社の完全子会社となる[1]。
- 2016年 - FSSC22000認証を取得する[1]。
- 2020年 - 旧工場の隣接地に建設された新工場が稼働開始。これにより、ライン数が4から5となる。旧工場は取り壊される予定[3]。